# Crystal2 〜サーカス ヴォーカルコレクション〜 Vol.2
『crystal2 〜サーカス ヴォーカルコレクション〜 Vol.2』（クリスタル ツー サーカス ヴォーカルコレクション ボリュームツー）は、CIRCUSのテーマ曲を集めたコンピレーション・アルバム。 2005年1月13日にLantisから発売された。

## 収録曲
1. Cheer Up!（橋本みゆき）
2. 明日の風（rino）
3. 赤い糸（yozuca*）
4. 愛は静かなる夢に降る（橋本みゆき）
5. 一片の雫（妖精帝國）
6. 和泉子絵描き歌（桃井はるこ）
7. SKY（橋本みゆき）
8. そよ風のシルエ（彩音）
9. カカシ（彩音）
10. 追憶そして予感（橋本みゆき）
11. Aries（rino）
12. Fragment 〜Luminous ver〜（橋本みゆき）

## タイアップ
- パソコンゲーム『ホームメイド -Homemaid-』オープニングテーマ（#1）、同エンディングテーマ（#4）、同挿入歌（#10）
- パソコンゲーム『D.C. Summer Vacation 〜ダ・カーポ サマーバケーション〜』エンディングテーマ（#2）、同挿入歌（#3・6）
- パソコンゲーム『終の館』オープニングテーマ（#4）、『終の館 〜恋文〜』エンディングテーマ（#5）
- パソコンゲーム『Aries PureDream/Aries LoveDream』オープニングテーマ（#11）、同挿入歌（#7）
- パソコンゲーム『水夏A.S+』オープニングテーマ（#12）、同エンディングテーマ（#8・9）